# Aureilhan (Landy)
Aureilhan – miejscowość i gmina we Francji, w regionie Nowa Akwitania, w departamencie Landy.
Według danych na rok 1990 gminę zamieszkiwały 562 osoby, a gęstość zaludnienia wynosiła 49 osób/km² (wśród 2290 gmin Akwitanii Aureilhan plasuje się na 668. miejscu pod względem liczby ludności, natomiast pod względem powierzchni na miejscu 971.).